# لوحة ثلاثية الدرفات

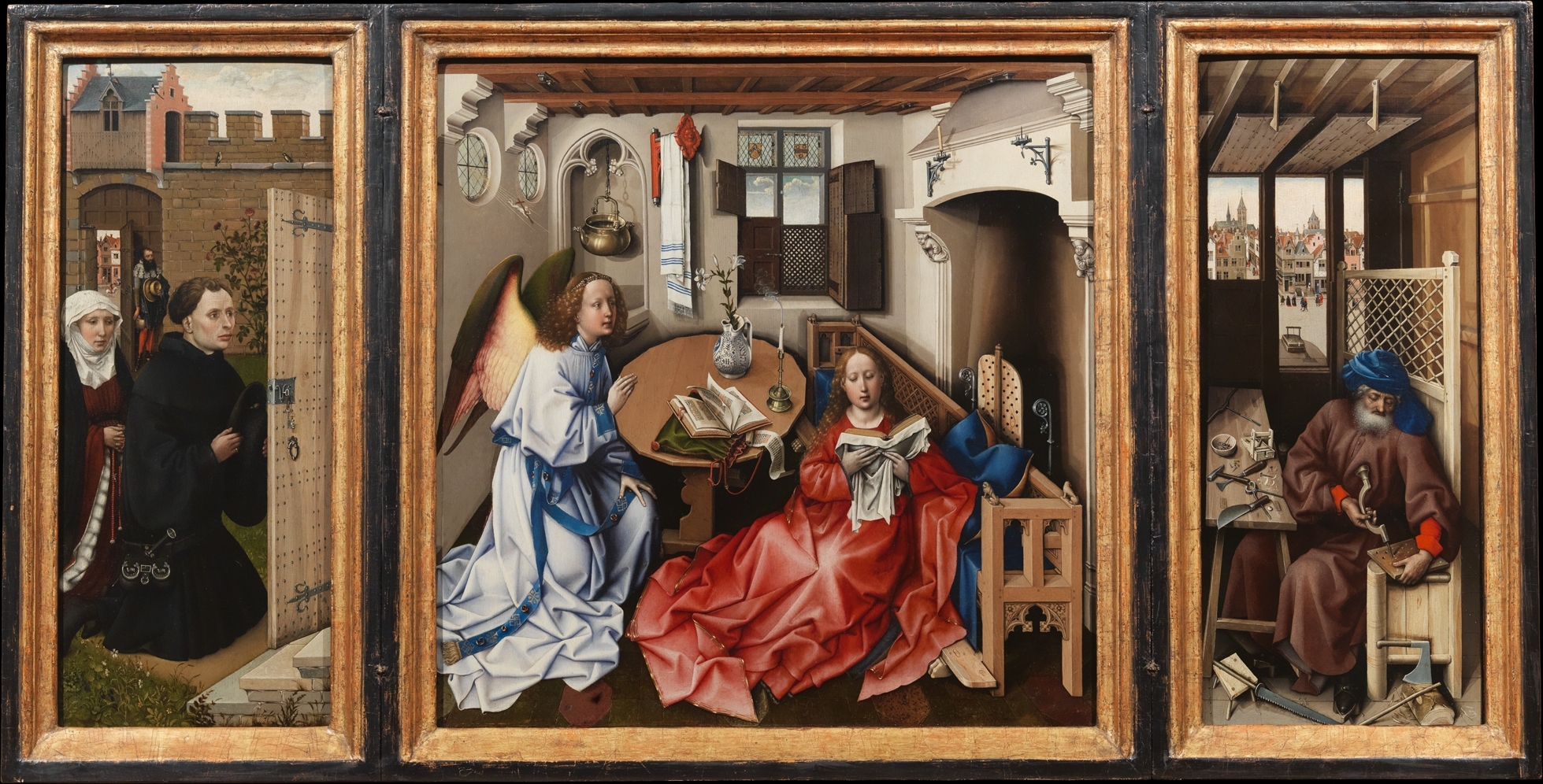
لوحة ميرودي، المنسوبة إلى ورشة روبرت كامبين، تقريبا. 1427-1432

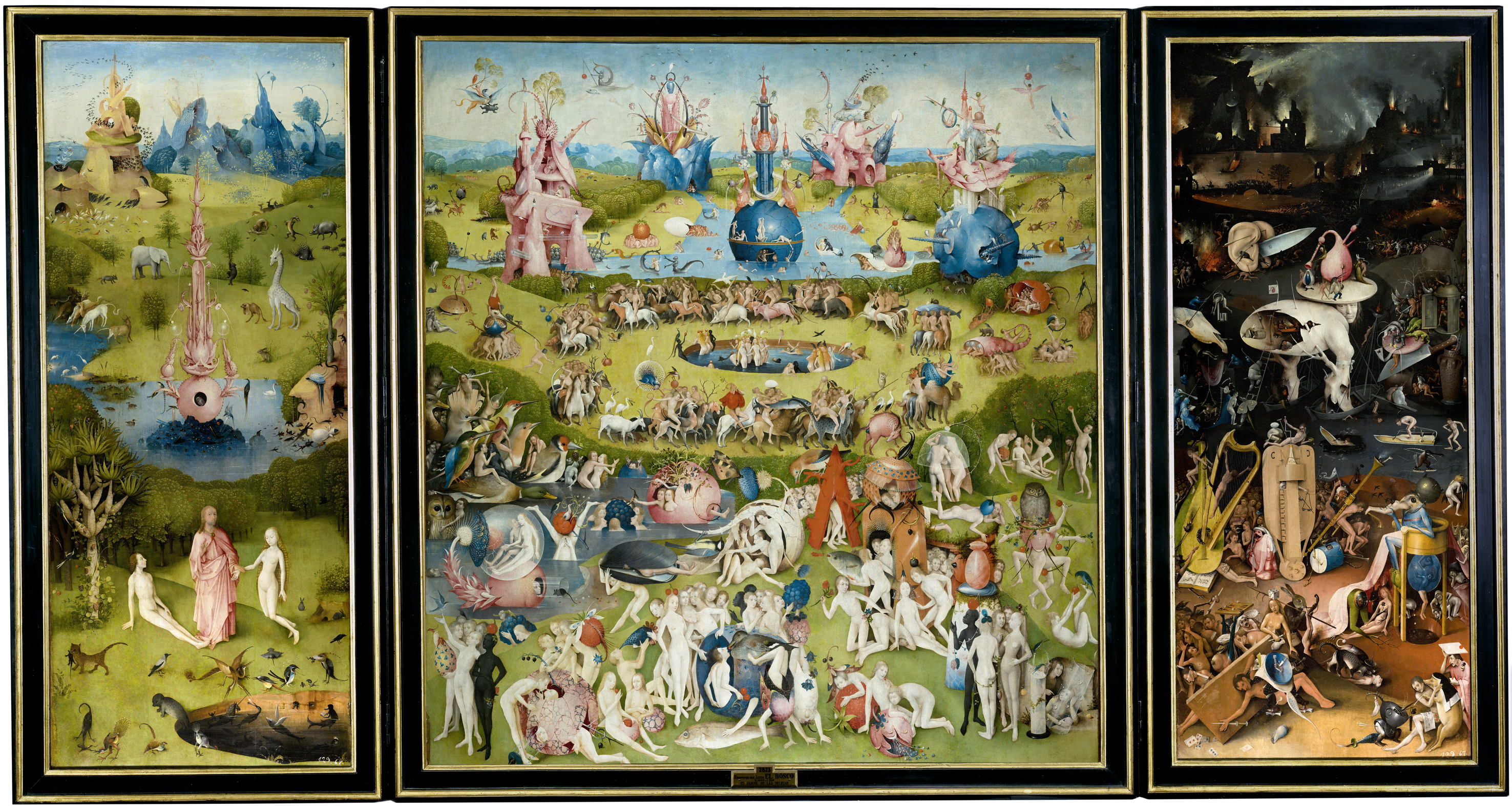
هيرونيموس بوش، حديقة المسرات الأرضية، 1490-1510. متحف ديل برادو، مدريد

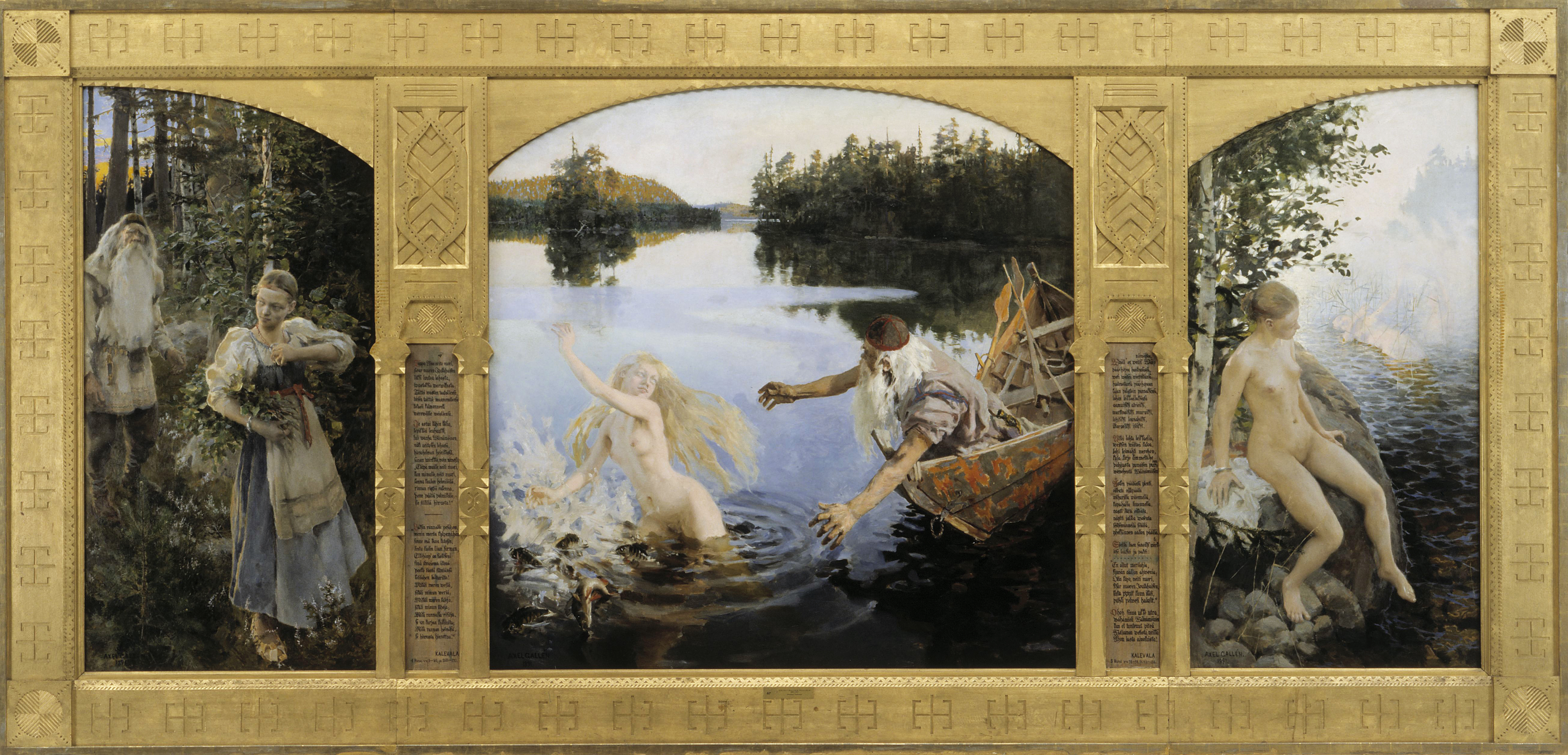
أسطورة آينو، لوحة ثلاثية الدرفات المستقاة من كتاب كاليفالا والتي رسمها أكسيلي جالن كاليلا في عام 1891. أتينيوم، هلسنكي

اللوحة ثلاثية الدرفات أو اللوحة الثلاثية (من الصفة اليونانية τρίπτυχον («ثلاثة أضعاف»)، من tri، أي «ثلاثة» و ptysso، أي «طي» أو ptyx، أي «طية») هو عمل فني (يكون عادةً لوحة مسطحة) مقسم إلى ثلاثة أقسام، أو ثلاث لوحات منحوتة متصلة فيما بينها برزات مفصلية معًا ويمكن طيها أو عرضها مفتوحة. لذلك فهو مجموعة من ثلاث لوحات مفصلية، وهو المصطلح الذي يشمل جميع الأعمال متعددة اللوحات. عادةً ما تكون اللوحة الوسطى هي الأكبر ويحيط بها عملان أصغران متصلان، لكن يوجد كذلك عدد من اللوحات الثلاثية المكونة من ألواح متساوية الحجم. يمكن أيضًا استخدام النموذج في الحلي المتدلية.